# 夕景:小川沿いの風車
『夕景：小川沿いの風車』（ゆうけい：おがわぞいのふうしゃ、蘭: Landschap met molen bij avond、英: Evening Landscape: A Windmill by a Stream）は、17世紀オランダ絵画黄金時代の画家ヤーコプ・ファン・ロイスダールがキャンバス上に油彩で制作した風景画である。画面下部左側に「JvRuisdael」というモノグラムの署名がある。1810年にジョージ4世により購入され、現在、バッキンガム宮殿 (ロイヤル・コレクション) に所蔵されている。

## 作品
1821年に、イギリスの風景画家ジョン・コンスタブルがロイヤル・アカデミーに展示されていた本作を見た時、彼の友人の版画家デイヴィッド・ルーカスは、コンスタブルがとりわけ描かれている空を称賛したと記録している。この広大な空は構図を支配し、不吉な空が慎重に構築された風景の上で渦巻いている。
本作を描いた時、ロイスダールはまだ20代であった。彼は18歳の時に描いた『風車のある風景』 (クリーブランド美術館) と同じ光景を採りあげているが、自身の技量を研ぎ澄ませているように見える。両作品に表されている場所は特定化されていない。特定の場所であるかもしれないが、ロイスダールがハールレム近郊で制作した数々のスケッチや習作から構築した理想的な風景である可能性が高い。彼の数々の完成作品には、似たようなモティーフが繰り返し登場する。 

ヤーコプ・ファン・ロイスダール『風車のある風景』 (1646年)、クリーブランド美術館

研究者シーモア・スライヴによれば、本作は若いロイスダールがわずか数年のうちにいかに画家として成長したかを示している。『風車のある風景』に比べ、農場と風車はより奥に後退し、夕方の光の反映はより広い空間の感覚を生んでいる。本作の鑑賞者は、より明快な前景の印象を得るためにもっと退いて、同じ景色を見ているようである。一番大きな相違点は空である。両作品を隔てる数年の間に、ロイスダールは劇的な視覚的緊張感を生む能力を完成させ、重い雲は本作の光景に性格と情感を付与している。
この絵画は、シーモア・スライヴによるロイスダールの2001年度版作品総目録では130番となっている。研究者ホフステーデ・デ・フロートの1911年度版総目録では173番であり、『オランダの眺望：風車のある風景』と題されている。制作年は記されていないが、スライヴは1650年ごろに制作されたと記述している。